# Wenzel Gustav Schopf
Wenzel Gustav Schopf (31. října 1795 Borek – 26. května 1876 Žlutice) byl český a rakouský armádní úředník a politik německé národnosti, během revolučního roku 1848 poslanec Říšského sněmu.

## Biografie
Absolvoval právní a zemědělská studia. Roku 1821 pak nastoupil jako auditor-praktikant do vojenské služby. Zde postupně stoupal ve funkcích, až se roku 1855 stal plukovníkem. Od roku 1849 sloužil u vojenského velení v Čechách v Praze, od roku 1851 v Temešváru a od roku 1855 ve Vídni jako referent u všeobecného vojenského apelačního soudu.
Během revolučního roku 1848 se pak zapojil do politického dění. Ve volbách roku 1848 byl zvolen na rakouský ústavodárný Říšský sněm. Zastupoval volební obvod Žlutice. Uvádí se jako auditor. Patřil ke sněmovní levici. Podle jiného zdroje náležel k centristům. Byl rovněž poslancem celoněmeckého Frankfurtského parlamentu.
Zajímal se o otázky národohospodářského a ekonomického rozvoje. Byl členem vlastenecké hospodářské společnosti v Praze. Podporoval z vlastních prostředků chudé studenty. Prosazoval rozvoj rolnického školství. Inicioval založení zemědělského výzkumného ústavu v Žluticích. Město Žlutice mu udělilo čestné občanství.
Zemřel v květnu 1876.